# Phương diện quân Bryansk
Phương diện quân Bryansk (tiếng Nga: Брянский фронт) là một tổ chức tác chiến chiến lược của Hồng quân Liên Xô trong Thế chiến thứ hai.

## Lịch sử

### Thành lập lần thứ nhất
Phương diện quân Bryansk được thành lập lần đầu tiên vào ngày 14 tháng 8 năm 1941 tại khoảng giữa Phương diện quân Trung tâm và Phương diện quân Dự bị để bao quát hướng Bryansk, nhằm che chở khu vực công nghiệp Bryansk-Bezhitsky và ngăn chặn sự xâm nhập của kẻ thù trên hướng Roslav-Bezhitsky. Những bộ phận còn lại của bộ chỉ huy Quân đoàn súng trường 20 và bộ tham mưu của Quân đoàn cơ giới thứ 25 đã được huy động để thành lập bộ khung chỉ huy và tham mưu của phương diện quân. Chỉ huy sở đóng tại Bryansk. Trung tướng Andrey Yeryomenko được chỉ định làm Tư lệnh phương diện quân, Thiếu tướng Georgy Zakharov làm Tham mưu trưởng, Thiếu tướng Mikhail Dmitriev là Chỉ huy trưởng Pháo binh, Thiếu tướng Fyodor Polynin là Chỉ huy trưởng Không quân.

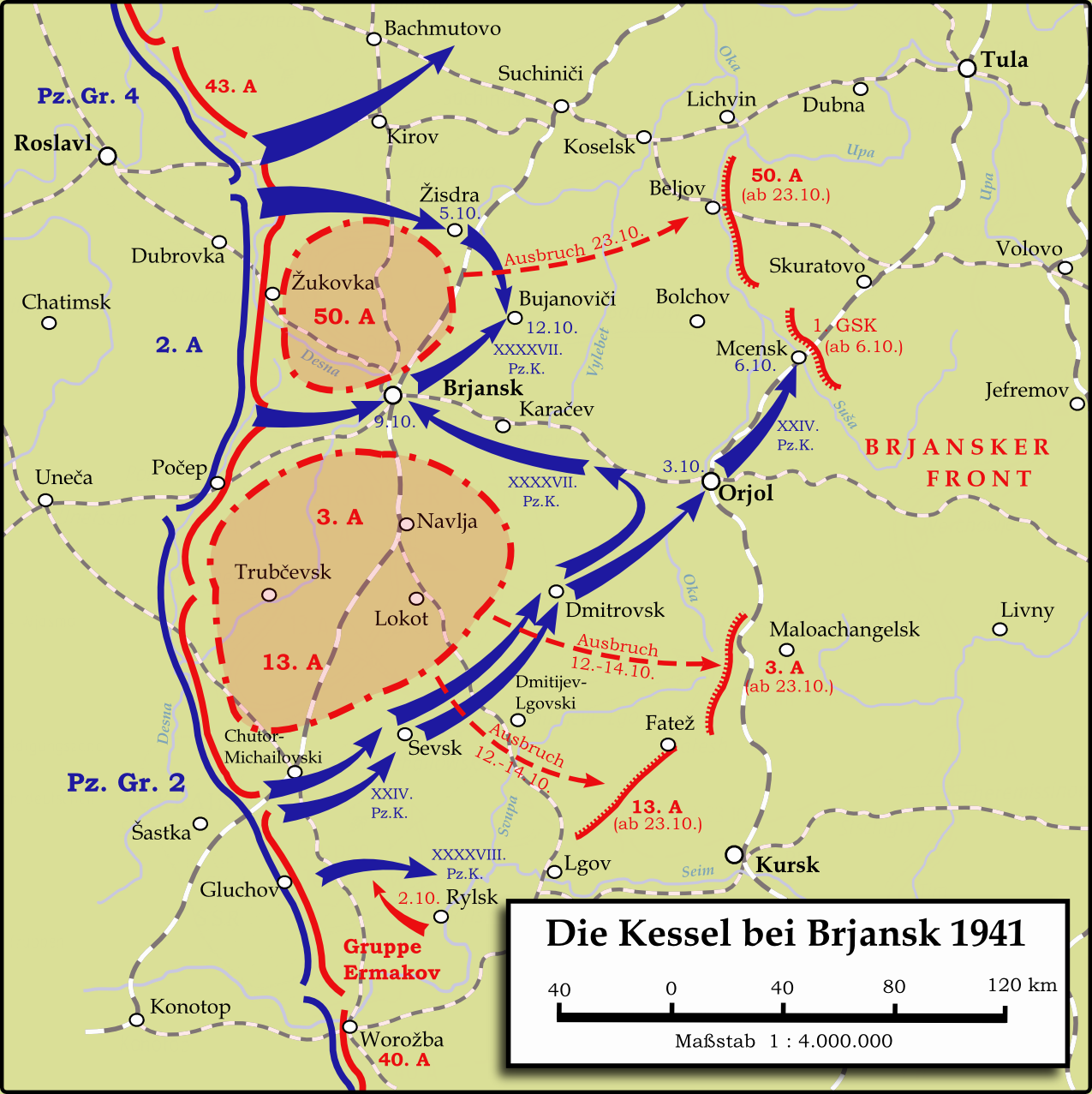
Hoạt động của các cụm thiết giáp số 2, số 4 và tập đoàn quân 2 của Wehrmacht chống lại lực lượng của Phương diện quân Bryansk, trong khoảng thời gian từ ngày 30 tháng 9 đến 23 tháng 10 năm 1941.

Theo chỉ thị của Đại bản doanh (Stavka), biên chế khi thành lập của phương diện quân gồm 2 tập đoàn quân 50 và 13, với 8 sư đoàn súng trường, 3 sư đoàn kỵ binh và 1 sư đoàn xe tăng. Tuy nhiên, trên thực tế, hầu hết các đơn vị này đã bị thiệt hại nặng nề trong những trận chiến trước đó.
Từ ngày 30 tháng 8 đến ngày 12 tháng 9, các phương diện quân Tây, phương diện quân Dự bị, phương diện quân Bryansk tiến hành cuộc phản công trong Chiến dịch Roslavl-Novozybkov tại các khu vực Smolensk, Yelnia và Roslavl, nhằm ngăn chặn bước tiến của Cụm Tập đoàn quân Trung tâm Đức vào Moskva. Các đơn vị của phương diện quân, theo chỉ thị của Bộ Tổng tư lệnh Tối cao, đã tiến hành các cuộc tấn công vào sườn của Cụm binh đoàn thiết giáp số 2 của Đức đang tiến về phía Roslavl và Konotop. Mặc dù có một số thành công của phương diện quân Dự bị do tướng Zhukov chỉ huy tại Yelnia, nhưng các nỗ lực của các phương diện quân Tây và Bryansk là một thất bại nặng nề. Với một lực lượng không đáng kể và sứt mẻ trầm trọng của mình, phương diện quân Bryansk đã không thể ngăn chặn quân Đức tiến vào phía sau Phương diện quân Tây Nam.
Mặc dù vậy, Hồng quân Liên Xô cũng đạt được một số kết quả khi họ làm tiêu hao nặng nề lực lượng thiết giáp tinh nhuệ của Đức Quốc xã. Trong Nhật ký chiến tranh của mình ngày 14 tháng 9 năm 1941, tướng Franz Halder ghi nhận hầu hết số xe tăng còn khả năng chiến đấu của các sư đoàn trong Cụm thiết giáp số 2 chỉ khoảng 20%-30%, số hư hỏng và tổn thất không thể khắc phục lên đến 70%-80%. Tướng Heinz Guderian cũng viết trong một cuốn hồi ký về những trận chiến giữa Pochep và Trubchevsky: "... Ở đây chúng tôi lần đầu tiên gặp phải sự kháng cự cuồng tín của người Nga". Trong quyển hồi ký "Ở trên hướng Tây" (На западном направлении), Nguyên soái Liên Xô A.I. Yeryomenko đã tóm tắt ngắn gọn về hoạt động chiến đấu của phương diện quân Bryansk như sau: "...trong khoảng thời gian từ ngày 14 tháng 8 đến ngày 30 tháng 9 năm 1941, đặc biệt là cuộc phản công ở khu vực Trubchevsk, cho phép quân đội của chúng tôi có được thời gian quý báu để chuẩn bị lực lượng và phương tiện cho các trận chiến quyết định mới theo hướng chiến lược của Moskva".

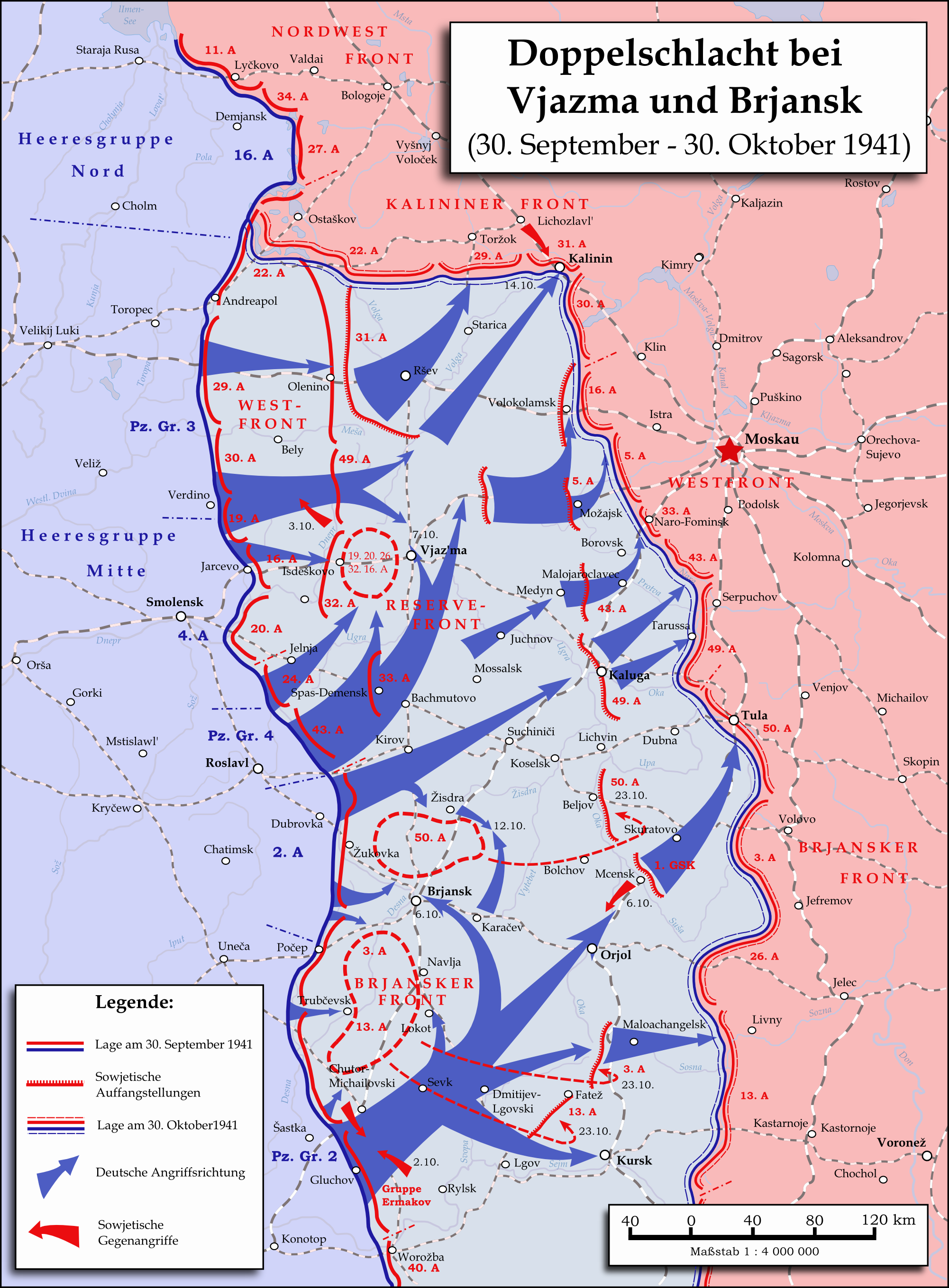
Các trận chiến tại Vyazma và Bryansk.

Sau khi Phương diện quân Trung tâm bị giải thể, hai tập đoàn quân 21 và 3 cũng được nhập vào để tăng cường cho phương diện quân Bryansk. Tuy nhiên, cả 2 tập đoàn quân này cũng bị thiệt hại nặng sau những trận đánh khốc liệt trong Trận Smolensk (1941).
Ngày 30 tháng 9, cuộc tấn công trên hướng Moskva của Cụm Tập đoàn quân Trung tâm Đức và các đồng minh bắt đầu. Vào ngày 1 tháng 10 năm 1941, theo một phần của Chiến dịch Typhoon, cụm thiết giáp số 2 của Guderian đã phá vỡ tuyến phòng thủ của Tập đoàn quân 13 của phương diện quân Bryansk, đột kích sâu lên đến 60 km. Ngày 1 tháng 10, quân đoàn cơ giới 24 của Đức đã chiếm được Sevsk. Hầu hết các đơn vị của phương diện quân Bryansk rơi vào thế bị bao vây. Tư lệnh phương diện quân, Thượng tướng A.I. Yeryomenko bị thương. Ngày 7 tháng 10 năm 1941, Thiếu tướng M.P. Petrov được bổ nhiệm làm tư lệnh, tuy nhiên ông bị thương và tử vong chỉ 3 ngày sau đó. Ngày 14 tháng 10, Thiếu tướng G.F. Zakharov nắm quyền chỉ huy phương diện quân. Tuy nhiên, lúc bấy giờ các đơn vị của phương diện quân Bryansk đã bị suy yếu binh lực nghiêm trọng và bị mắc kẹt trong một vòng vây khổng lồ của những trận chiến dẫn đến Trận Moskva (1941). Ngày 20 tháng 10 năm 1941, cụm quân bị bao vây ở vùng Trubchevsk đã ngừng hoạt động kháng chiến.
Tuy vậy vẫn có nhiều đơn vị khác vẫn tiếp tục chiến đấu và tìm cách thoát vây. Theo tướng Zhukov, "hầu hết các đơn vị thấy mình bị bao vây, và chiến đấu theo cách của mình để rút về phía đông". Ngày 23 tháng 10, "nhờ những nỗ lực anh hùng, họ đã xoay xở để thoát ra được khỏi vòng vây". Ngày 26 tháng 10 năm 1941, những đơn vị còn lại của phương diện quân Bryansk bắt đầu rút về tuyến Dubna - Plavsk - Verkhovye - Livny - Kastornoye.
Ngày 10 tháng 11, phương diện quân Bryansk bị Stavka ra lệnh "giải thể". Tập đoàn quân 50 được chuyển thuộc Phương diện quân Tây, các tập đoàn quân 3 và 13 được chuyển sang Phương diện quân Tây Nam.

### Thành lập lần thứ hai
Phương diện quân Bryansk được thành lập lần thứ hai vào ngày 24 tháng 12 năm 1941 theo chỉ thị của Đại bản doanh ngày 18 tháng 12 năm 1941 nhằm phát triển cuộc tấn công của Hồng quân Liên Xô theo hướng Oryol-Bryansk và đánh bại cụm quân Đức ở Oryol-Bolkhov. Biên chế ban đầu của phương diện quân bao gồm tập đoàn quân 61 và các tập đoàn quân 3, 13 được chuyển từ cụm tác chiến của Trung tướng F.Ya. Kostenko sang. Sau đó, phương diện quân tiếp tục được bổ sung các tập đoàn quân 40, 48, 38, các tập đoàn quân xe tăng 2 và 5, các tập đoàn quân không quân 2 và 15.
Từ tháng 12 năm 1941 đến tháng 2 năm 1942, các đơn vị của phương diện quân tham gia cuộc phản công gần Moskva, tiến hành các hoạt động tấn công theo hướng Bolkhov và Oryol, hỗ trợ Phương diện quân Tây đánh bại cánh phía nam Cụm Tập đoàn quân Trung tâm của quân Đức.
Trong giai đoạn hè - thu năm 1942, các đơn vị của phương diện quân Bryansk, bao gồm các hướng Tula và Voronezh, đã phối hợp lực lượng cánh trái với Phương diện quân Tây Nam, tấn công vào lực lượng quân Đức có binh lực vượt trội. Bất chấp những thất bại trong các trận chiến này, lực lượng của phương diện quân Bryansk, sau đó đã đạt được những kết quả tích cực trong chiến dịch phòng thủ Voronezh-Voroshilovgrad, đã đạt được sự ổn định tình hình ở khu vực Voronezh.
Tháng 7 năm 1942, một số đơn vị thuộc phương diện quân Bryansk bảo vệ vùng Voronezh, được tách ra để thành lập Phương diện quân Voronezh vào ngày 7 tháng 7 năm 1942.
Vào thời điểm Chiến dịch Blau, trong cuộc tấn công mùa hè năm 1942 của Đức, trong thành phần biên chế của phương diện quân Bryansk gồm có các tập đoàn quân 3, 13, 40, 48, tập đoàn quân xe tăng 5 và tập đoàn quân không quân 2. Các cuộc phản công của phương diện quân Bryansk vào tháng 8 - 9 đã có tác động đáng kể đến các hành động phòng thủ của Hồng quân Liên Xô gần Voronezh và Stalingrad.
Vào đầu năm 1943, phương diện quân Mặt trận Bryansk đã tham gia vào chiến dịch tấn công Voronezh-Kharkov, đánh bại lực lượng chủ lực của Tập đoàn quân số 2 của Đức và Tập đoàn quân số 3 của Hungary. Trong chiến dịch Maloarkhangelsk, các đơn vị của phương diện quân truy kích quân địch đang rút lui theo hướng Kursk, tiến đến được phòng tuyến của quân Đức trên tuyến Kaiseril, Maloarkhangelsk.
Ngày 12 tháng 3 năm 1943, Phương diện quân Bryansk bị giải thể theo chỉ thị ngày 11 tháng 3 năm 1943 của Đại bản doanh, chuyển Tập đoàn quân 61 sang Phương diện quân Tây, các tập đoàn quân 3, 13, 48 sang Phương diện quân Trung tâm. Riêng bộ khung chỉ huy phương diện quân và tập đoàn quân không quân 15 được rút về làm dự bị của Bộ Tổng tư lệnh Tối cao.
Từ ngày 13 tháng 3 đến ngày 28 tháng 3 năm 1943, bộ khung chỉ huy cũ của phương diện quân Bryansk lần lượt được chuyển thành cơ cấu bộ tư lệnh của các phương diện quân Dự bị, phương diện quân Kursk và phương diện quân Oryol, trước khi thành lập lại Phương diện quân Bryansk lần thứ ba.

### Thành lập lần thứ ba
Phương diện quân Bryansk được thành lập lần thứ ba theo chỉ thị của Bộ Tổng tư lệnh Tối cao ngày 28 tháng 3 năm 1943, trên cơ sở cải tổ từ Phương diện quân Oryol. Biên chế ban đầu của phương diện quân bao gồm các tập đoàn quân 3, 61 và tập đoàn quân không quân 15. Sau đó, phương diện quân được bổ sung thêm các tập đoàn quân 63, 50, 11, tập đoàn quân Cận vệ 11, các tập đoàn quân xe tăng Cận vệ 3 và 4.
Từ tháng 3 đến tháng 7 năm 1943, phương diện quân phụ trách các hướng Oryol-Tula. Vào tháng 7-8, phương diện quân tham gia vào chiến dịch tấn công chiến lược Oryol. Phối hợp với cánh trái Phương diện quân Tây và cánh phải Phương diện quân Trung tâm, các đơn vị của phương diện quân đã đánh bại Tập đoàn quân thiết giáp số 2 và tập đoàn quân 9 của Đức Quốc xã, xóa được mỏm lồi Oryol.
Từ ngày 1 tháng 9 đến 3 tháng 10, phương diện quân tiến hành chiến dịch tấn công Bryansk, thực hiện khéo léo một cuộc tấn công vào sườn của đối phươn, đánh bại cụm quân Đức bảo vệ Bryansk, giải phóng thành phố Bryansk. Phát huy chiến quản, phương diện quân tiếp tục truy kích tập đoàn quân số 9 của Đức, đến đầu tháng 10 đã đến ranh giới của sông Sozh và Pronya và tạo điều kiện thuận lợi cho một cuộc tấn công tiếp theo vào các hướng Gomel và Bobruysk.
Ngày 10 tháng 10 năm 1943, Stavka ra chỉ thị giải thể Phương diện quân Bryansk, rút các tập đoàn quân 3, 11, 50 và 63 nhập vào Phương diện quân Trung tâm để thành lập Phương diện quân Belorussia sau đó. Riêng bộ khung chỉ huy của phương diện quân, tập đoàn quân Cận vệ 11 và tập đoàn quân không quân 15, được tổ chức lại thành Phương diện quân Pribaltic, mà không lâu sau đó được đổi tên thành Phương diện quân Pribaltic 2.

## Lãnh đạo phương diện quân

### Tư lệnh
| STT | Ảnh | Họ tên              | Thời gian sống | Thời gian tại nhiệm             | Cấp bậc tại nhiệm                      | Ghi chú                                                                               |
| --- | --- | ------------------- | -------------- | ------------------------------- | -------------------------------------- | ------------------------------------------------------------------------------------- |
| 1   |     | A.I. Yeryomenko     | 1892 - 1970    | tháng 8, 1941 - tháng 10, 1941  | Trung tướng (1940)                     | Nguyên soái Liên Xô (1955), Tổng thanh tra Bộ Quốc phòng                              |
| 2   |     | M.P. Petrov         | 1898 - 1941    | tháng 10, 1941                  | Thiếu tướng (1940)                     | Tử thương trên chiến trường ngày 10 tháng 10 năm 1941                                 |
| 3   |     | G.F. Zakharov       | 1897 - 1957    | tháng 10, 1941 - tháng 11, 1941 | Thiếu tướng (1940)                     | Đại tướng (1944)                                                                      |
|     |     |                     |                |                                 |                                        |                                                                                       |
| 4   |     | Ya.T. Cherevichenko | 1894 - 1976    | tháng 12, 1941 - tháng 4, 1942  | Trung tướng (1940) Thượng tướng (1942) |                                                                                       |
| 5   |     | F.I. Golikov        | 1900 - 1980    | tháng 4, 1942 - tháng 7, 1942   | Trung tướng (1940)                     | Nguyên soái Liên Xô (1961), Tổng thanh tra Bộ Quốc phòng                              |
| 6   |     | N.Ye. Chibisov      | 1892 - 1959    | tháng 7, 1942                   | Trung tướng (1943)                     | Thượng tướng (1943)                                                                   |
| 7   |     | K.K. Rokossovsky    | 1896 - 1968    | tháng 7, 1942 - tháng 9, 1942   | Trung tướng (1941)                     | Nguyên soái Liên Xô (1944). Nguyên soái Ba Lan (1949)                                 |
| 8   |     | M.A. Reyter         | 1886 - 1950    | tháng 9, 1942 - tháng 3, 1943   | Trung tướng (1940) Thượng tướng (1943) |                                                                                       |
|     |     |                     |                |                                 |                                        |                                                                                       |
| 9   |     | M.A. Reyter         | 1886 - 1950    | tháng 3, 1943 - tháng 6, 1943   | Thượng tướng (1943)                    |                                                                                       |
| 10  |     | M.M. Popov          | 1886 - 1950    | tháng 3, 1943 - tháng 6, 1943   | Trung tướng (1940)                     | Đại tướng (1943). Bị giáng cấp Thượng tướng năm 1944, thăng Đại tướng lần 2 năm 1953. |

### Ủy viên Hội đồng quân sự
| STT | Ảnh | Họ tên          | Thời gian sống | Thời gian tại nhiệm            | Cấp bậc tại nhiệm                                    | Ghi chú                      |
| --- | --- | --------------- | -------------- | ------------------------------ | ---------------------------------------------------- | ---------------------------- |
| 1   |     | P.I. Mazepov    | 1900 - 1975    | tháng 8, 1941 - tháng 11, 1941 | Chính ủy Sư đoàn (1941)                              | Thiếu tướng (1942).          |
|     |     |                 |                |                                |                                                      |                              |
| 2   |     | A.F. Kolobyakov | 1896 - 1958    | tháng 12, 1941 - tháng 4, 1942 | Chính ủy Quân đoàn (1940)                            | Thiếu tướng (1942).          |
| 3   |     | I.Z. Susaykov   | 1903 - 1962    | tháng 4, 1942 - tháng 7, 1942  | Chính ủy Quân đoàn (1938) Thiếu tướng xe tăng (1942) |                              |
| 4   |     | S.I. Shabalin   | 1898 - 1961    | tháng 7, 1942 - tháng 9, 1942  | Chính ủy Trung đoàn (1940) Chính ủy Lữ đoàn (1942)   | Thiếu tướng (1942).          |
| 5   |     | I.Z. Susaykov   | 1903 - 1962    | tháng 10, 1942 - tháng 3, 1943 | Thiếu tướng xe tăng (1942)                           |                              |
|     |     |                 |                |                                |                                                      |                              |
| 6   |     | I.Z. Susaykov   | 1903 - 1962    | tháng 3, 1943 - tháng 7, 1943  | Trung tướng xe tăng (1943)                           | Thượng tướng xe tăng (1944). |
| 7   |     | L.Z. Mekhlis    | 1889 - 1953    | tháng 7, 1943 - tháng 10, 1943 | Trung tướng (1942)                                   | Thượng tướng (1944).         |

### Tham mưu trưởng
| STT | Ảnh | Họ tên          | Thời gian sống | Thời gian tại nhiệm             | Cấp bậc tại nhiệm                     | Ghi chú             |
| --- | --- | --------------- | -------------- | ------------------------------- | ------------------------------------- | ------------------- |
| 1   |     | G.F. Zakharov   | 1897 - 1957    | tháng 8, 1941 - tháng 10, 1941  | Thiếu tướng (1940)                    | Đại tướng (1944)    |
| 2   |     | L.M. Sandalov   | 1900 - 1987    | tháng 10, 1941 - tháng 11, 1941 | Đại tá (1938)                         |                     |
|     |     |                 |                |                                 |                                       |                     |
| 3   |     | V.Ya. Kolpakchi | 1899 - 1961    | tháng 12, 1941 - tháng 2, 1942  | Thiếu tướng (1940)                    | Đại tướng (1961)    |
| 4   |     | M.I. Kazakov    | 1901 - 1979    | tháng 1, 1942 - tháng 7, 1942   | Thiếu tướng (1940)                    | Đại tướng (1955)    |
| 5   |     | M.S. Malinin    | 1899 - 1960    | tháng 7, 1942 - tháng 9, 1942   | Thiếu tướng (1941)                    | Đại tướng (1953)    |
| 6   |     | L.M. Sandalov   | 1900 - 1987    | tháng 9, 1942 - tháng 3, 1943   | Thiếu tướng (1941) Trung tướng (1943) |                     |
|     |     |                 |                |                                 |                                       |                     |
| 7   |     | L.M. Sandalov   | 1900 - 1987    | tháng 3, 1943 - tháng 10, 1943  | Trung tướng (1943)                    | Thượng tướng (1944) |

## Biên chế chủ lực

### 1 tháng 10 năm 1941
- Tập đoàn quân 3
- Tập đoàn quân 13
- Tập đoàn quân 50
- Cụm tác chiến tướng Yermakov

### 1 tháng 1 năm 1942
- Tập đoàn quân 3
- Tập đoàn quân 13
- Tập đoàn quân 61
- Cụm tác chiến tướng Kostenko

### 1 tháng 4 năm 1942
- Tập đoàn quân 3
- Tập đoàn quân 13
- Tập đoàn quân xung kích 6

### 1 tháng 7 năm 1942
- Tập đoàn quân 3
- Tập đoàn quân 13
- Tập đoàn quân 40
- Tập đoàn quân 48
- Tập đoàn quân xe tăng 5
- Tập đoàn quân không quân 2
- Tập đoàn quân xung kích 6

### 1 tháng 10 năm 1942
- Tập đoàn quân 3
- Tập đoàn quân 13
- Tập đoàn quân 48
- Tập đoàn quân xe tăng 5
- Tập đoàn quân không quân 15

### 1 tháng 1 năm 1943
- Tập đoàn quân 3
- Tập đoàn quân 13
- Tập đoàn quân 48
- Tập đoàn quân không quân 15

### 1 tháng 4 năm 1943
- Tập đoàn quân 3
- Tập đoàn quân 61
- Tập đoàn quân không quân 15

### 1 tháng 7 năm 1943
- Tập đoàn quân 3
- Tập đoàn quân 61
- Tập đoàn quân 63
- Tập đoàn quân không quân 15

### 1 tháng 10 năm 1943
- Tập đoàn quân cận vệ 11
- Tập đoàn quân 3
- Tập đoàn quân 11
- Tập đoàn quân 50
- Tập đoàn quân 63
- Tập đoàn quân không quân 15